# Вандерлу, Марк
Марк Вандерлу (англ. Mark Vanderloo), настоящее имя Маркус Ван дер Лоо (нидерл. Marcus van der Loo, род. 24 апреля 1968 года) — голландская супермодель. Известен тем, что подарил свою внешность капитану Шепарду, главному герою серии игр Mass Effect.

## Биография
Большую часть своего детства Марк провел вместе с родителями в Кении. Когда ему исполнилось 13 лет, вся семья вернулась в Голландию, где Марк впервые поступил на работу — сначала разносил газеты, а после трудился в различных барах и кафе и все заработанные деньги тратил в своё удовольствие.
Когда Марку исполнилось 22 года, он поступил в Амстердамский университет на исторический факультет. Тогда Вандерлу меньше всего думал о карьере модели, однако один раз он провожал свою подругу на фотосессию для рекламы молока, где фотограф обратил его внимание на его подходящую для модели внешность и сфотографировал их вдвоём. После чего Вандерлу начал делать первые шаги в карьере модели. В 1992 году он участвовал в его первом показе мод, где его заметил букер агентства Нью-Йорка «Wilhelmina Models».
В 1994 году Вандерлу отправился на Манхэттен, где выступил в качестве модели популярного бренда «Calvin Klein». Уже буквально в следующем сезоне это выступление принесло ему известность и в 1995 Марк был назван лицом и телом новой коллекции одежды компании «Hugo Boss», где он был основной фотомоделью на чёрно-белых фотографиях, а в следующем году Вандерлу появился на обложке популярного ежемесячного женского журнала «Marie Claire», став первым мужчиной, оказавшимся на обложке издания за всю его историю. Помимо этого он работал с такими дизайнерами, как Валентино, Джорджо Армани, Донна Каран (представляя её одежду он удостоился награды «Модель года» (англ. Male Model of the Year)) и Никола Труссарди, а также сотрудничал с Guess. Марк Вандерлу продолжает состоять в агентстве «Вельгельмина-Моделз».
Внешность Марка Вандерлу была использована при создании модели мужского персонажа Капитана Шепарда в популярной компьютерной игре-трилогии Mass Effect.
До 2012 года Вандерлу удерживал вторую позицию в списке «Top Icons Men» на сайте models.com, но затем перешёл на четвёртую.

## Личная жизнь
Марк Вандерлу был женат на испанской модели и актрисе Эстер Каньядас (12 июня 1999 — ноябрь 2000). Какое-то время встречался с актрисой Таньей Люск-Йесс и моделью Дафной Мюриэл Дэкерс.
Долгое время Вандерлу состоял в гражданском браке с голландской актрисой и бывшей моделью Робине Ван дер Меер. У пары родилось двое детей — дочь Эмма Паула (родилась 6 февраля 2004 года) и сын Марк (родился 4 ноября 2005). 3 июня 2011 Марк и Робине в Ивисе вступили в законный брак.
Марк Вандерлу — собственник дорогостоящей недвижимости. У него есть несколько домов в Амстердаме, Нью-Йорке и Париже.